# Mina Clavero
Mina Clavero è un comune argentino del dipartimento di San Alberto, nella provincia di Córdoba. Fu fondato nel 1946.

## Geografia fisica
È uno dei sette comuni della valle di Traslasierra ed è bagnato dalle acque dell'omonimo fiume.